# Potaro-Siparuni
Potaro-Siparuni (Région 8) est une région de l'intérieur du Guyana. Elle est frontalière de la région de  Cuyuni-Mazaruni au nord, et des régions de Haut-Demerara-Berbice et Berbice Oriental-Courantyne à l'Est, ainsi que de la région de Haut-Takutu-Haut-Essequibo au Sud et du Brésil à l'Ouest.
Les principales villes de cette subdivision territoriale sont : Kangaruma, Orunduik, Potaro Landing, Mahdia, Saveretik et Tumatumari.

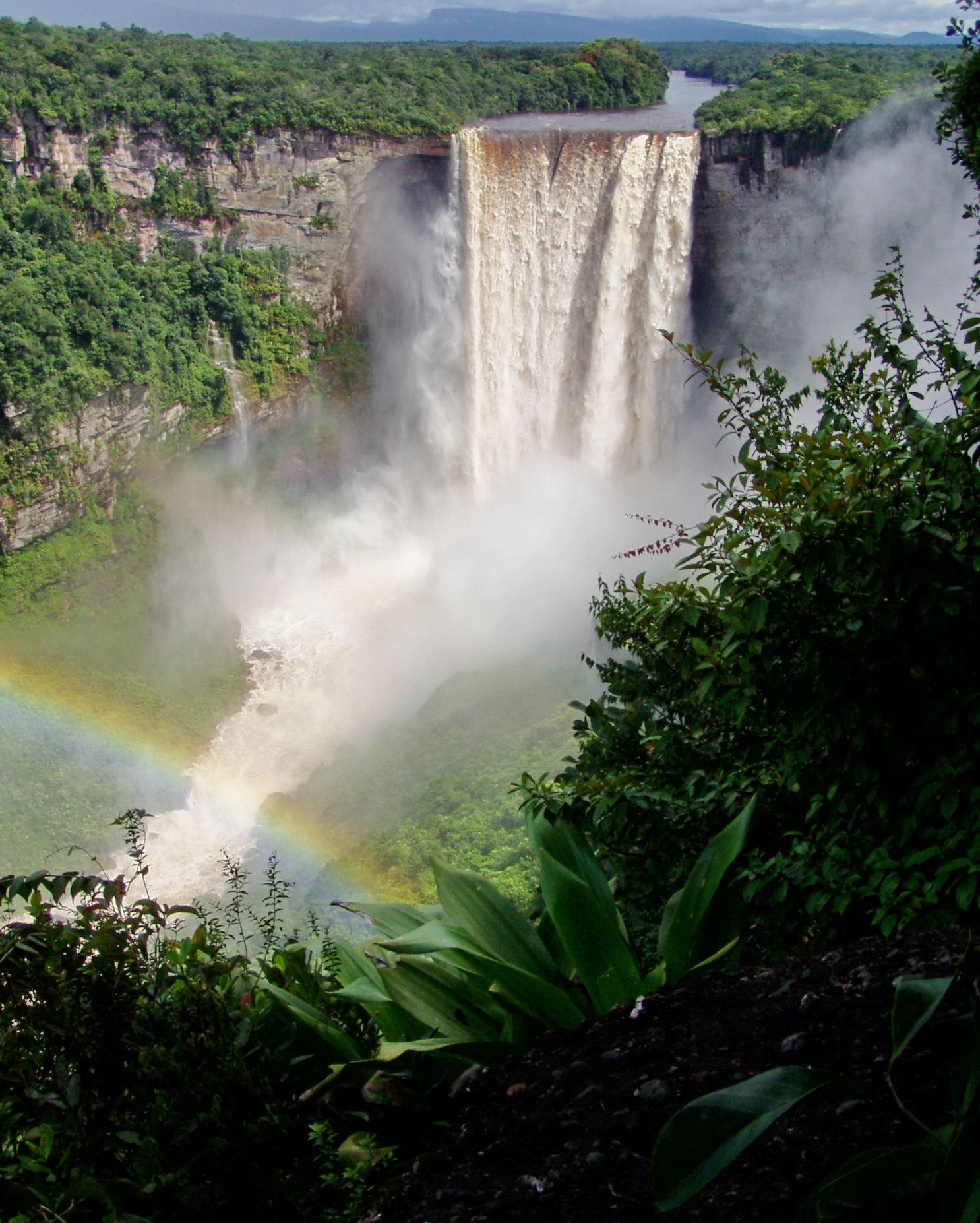
Guyana Kaieteur Falls en mai 2004 / saison des pluies